# Chalet
Das Chalet ist ein im Alpenraum verbreiteter ländlicher Haustyp. Chalets werden entweder weitgehend vollständig aus Holz (Buche, Fichte, Eiche, Zirbe) gefertigt oder haben zumindest eine Holzverschalung. Typisch für das Chalet ist ein flaches Satteldach mit weitem Dachüberstand. In einigen Gemeinden der Schweiz, z. B. in Lenk, Grindelwald, Saanen und Zermatt, dürfen ausschließlich Chalets gebaut werden. Begründet wird diese Auflage mit der Absicht, den „typischen Charakter der ortsüblichen Bauart [zu] erhalten“, um sogenannte Bausünden zu verhindern.

## Etymologie
Das Wort chalet (frz.; von lateinisch cala, «geschützter Ort») stammt aus der französischsprachigen Schweiz und bedeutete ursprünglich Sennhütte. Dem lateinischen Sprachgebrauch folgend, war ein Chalet ein «geschützter Ort», wie Unterstände für Viehzüchter. Der heutige Sprachgebrauch bezieht auch Ferienhäuser und Ferienwohnungen mit ein.

## Geschichte
Im Zuge der Romantisierung des Landlebens und der Gebirgswelt im 19. Jahrhundert entwickelte der europäische Adel und das Bürgertum ein wachsendes Interesse für das traditionelle Holzhaus im schweizerischen Alpenraum. Chalets schmückten die Gärten aristokratischer Residenzen, der Chaletstil zeigte sich in Villen, Vorstadtsiedlungen und in Landschaftsparks, wie zum Beispiel im sogenannten Schweizer Häuschen von 1894/95 im Landschafts- und Wildpark Anholter Schweiz bei Anholt (Isselburg-Vehlingen) in Nordrhein-Westfalen.
Mit dem in jener Zeitperiode aufblühenden Tourismus fand das Chalet schnell große Verbreitung als Ferienhaustyp, vor allem in Österreich und im gesamten Alpenraum wie in Südtirol und dem heutigen Trentino. Heute wird der Begriff Chalet daher oft als synonym für Ferienhaus verwendet.
Im Zweiten Weltkrieg wurden im Schweizer Réduit 26.000 «Chalets» gebaut, die in Wahrheit hervorragend getarnte Bunkerstellungen waren, ausgestattet mit Panzerabwehrkanonen.

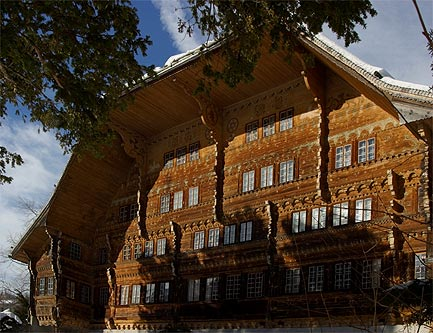
Grand Chalet in Rossinière, Kanton Waadt
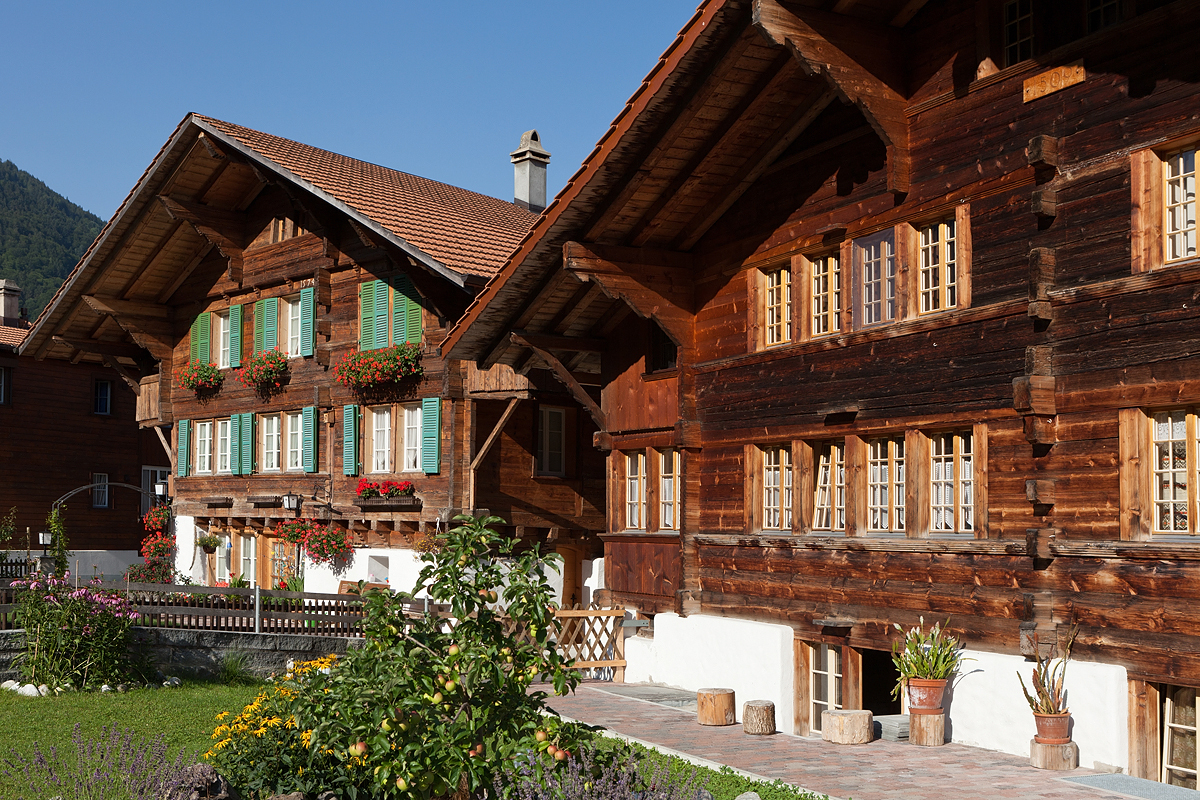
Ortstypische Chalets in Wilderswil, Kanton Bern
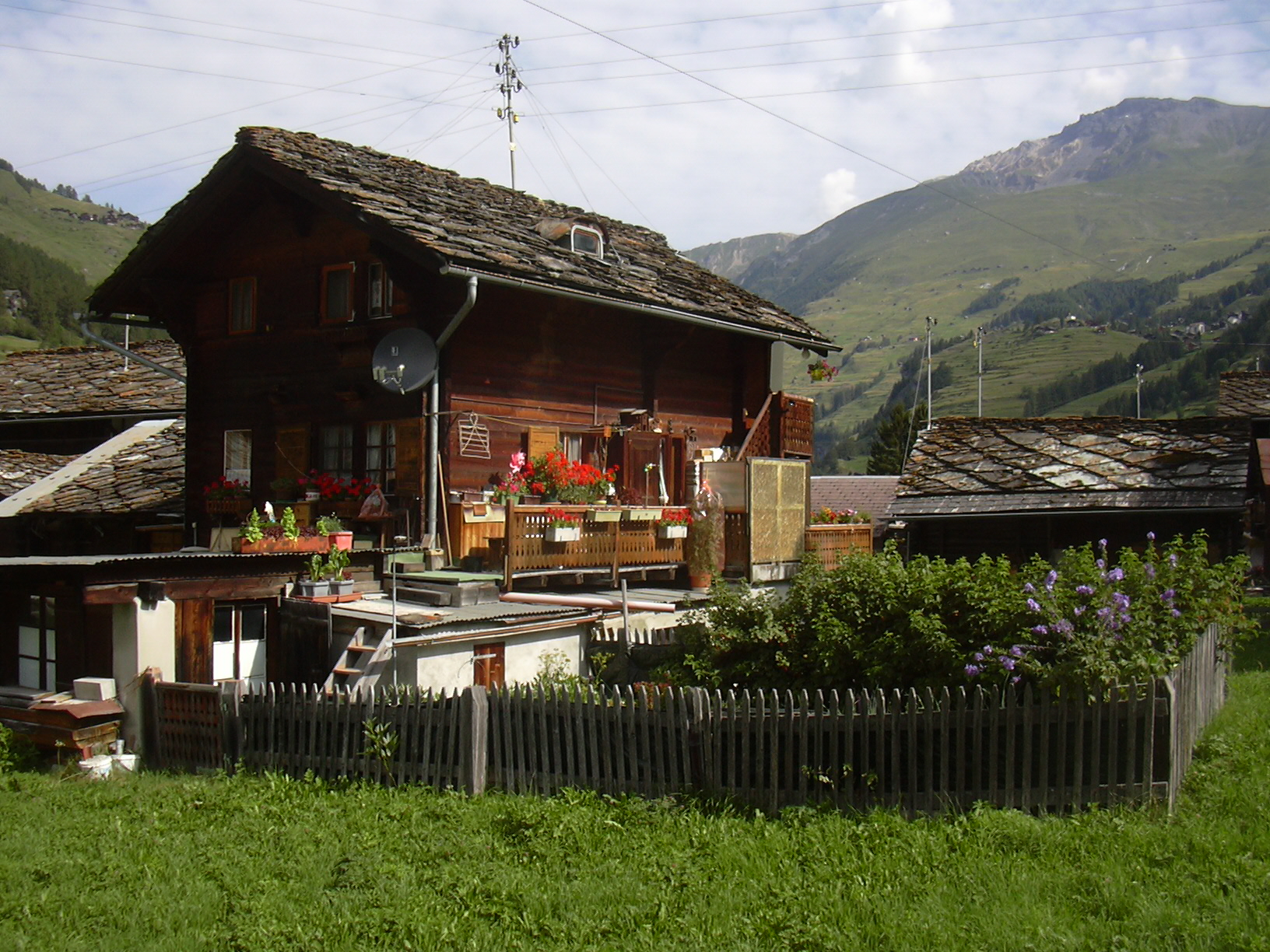
Typisches Chalet in Les Haudères, Val d’Hérens, Kanton Wallis
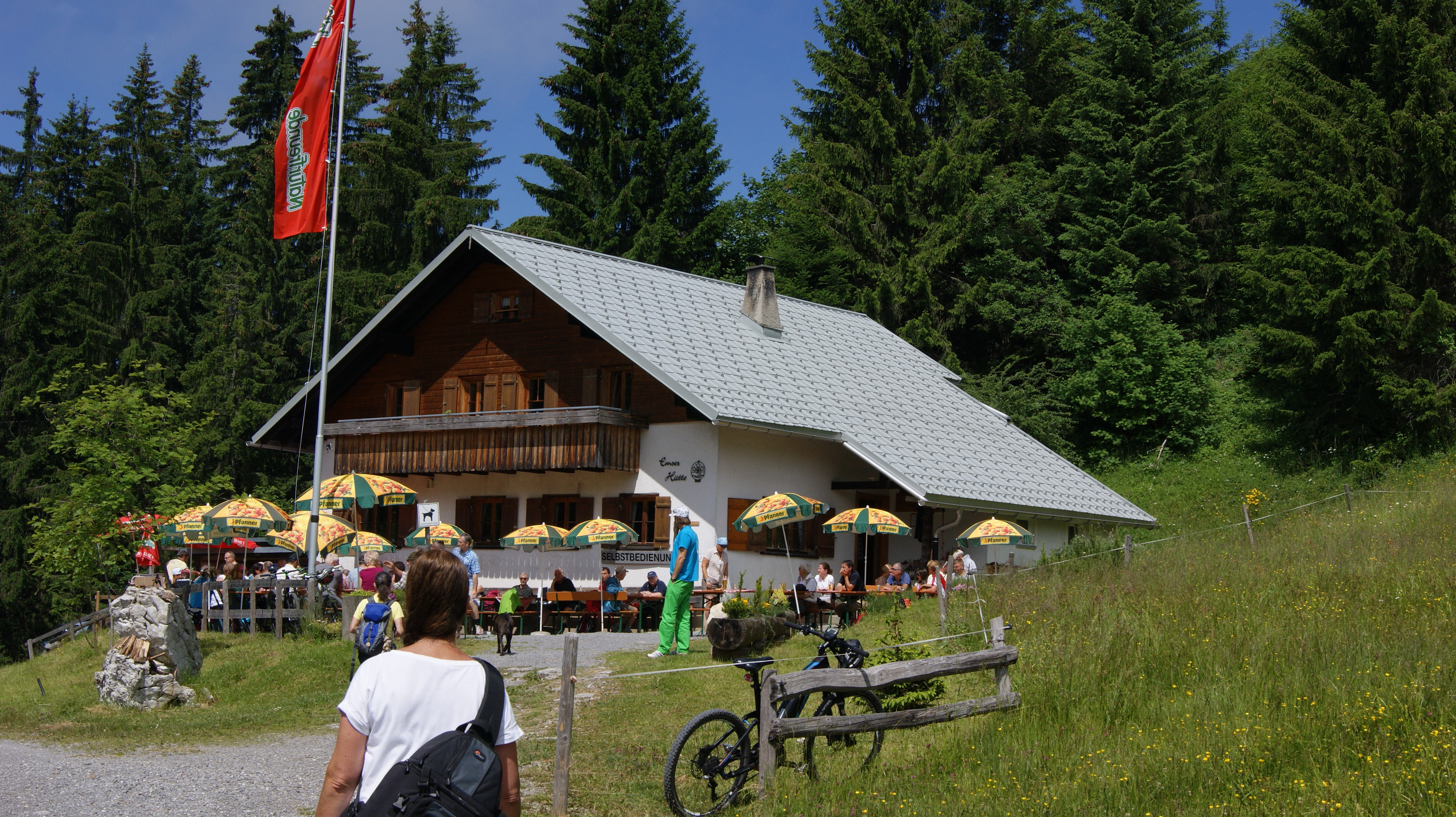
Chalet in Österreich (Vorarlberg)
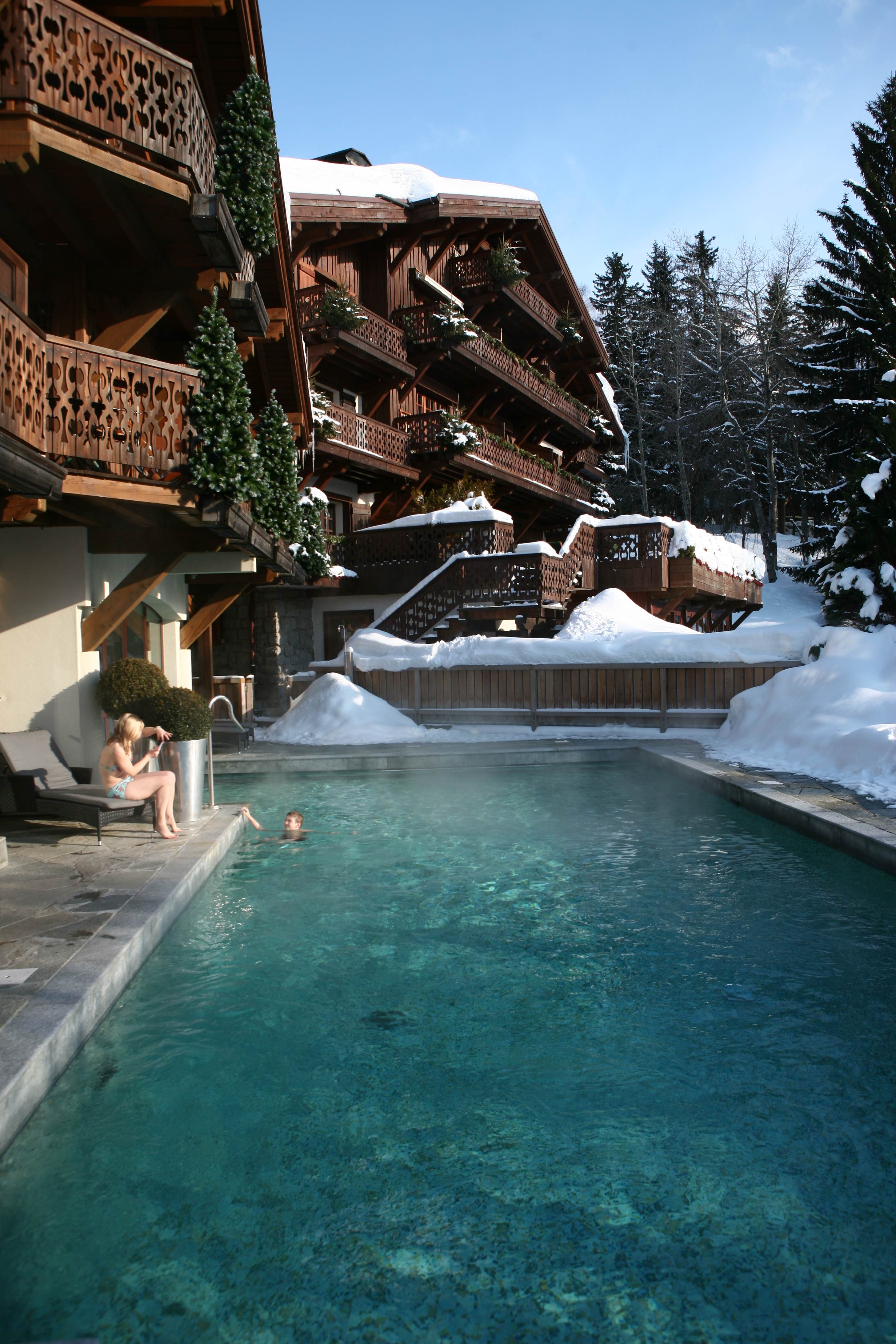
Chalet in Frankreich (Haute-Savoie)
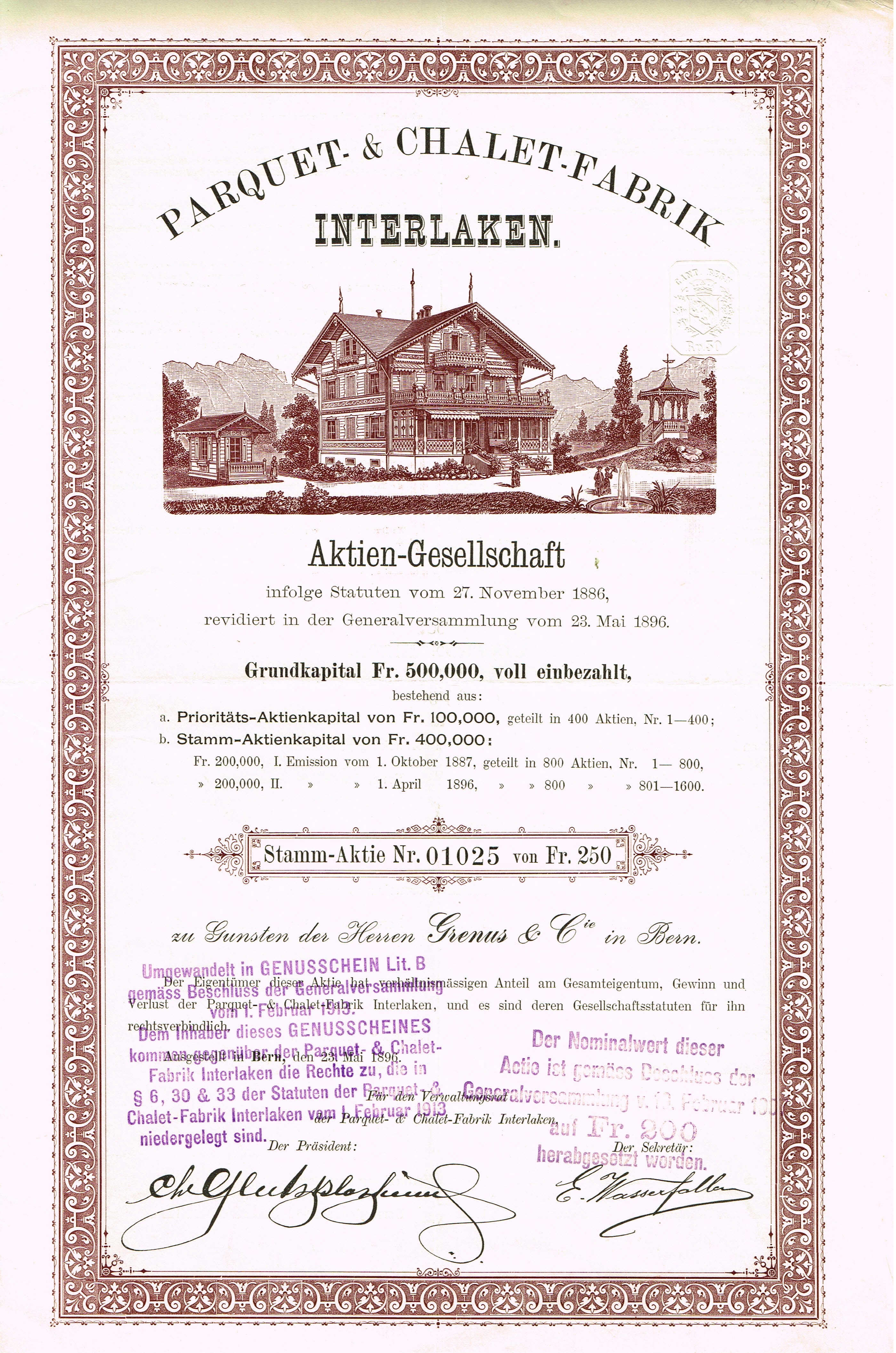
Stammaktie der Parquet- & Chalet-Fabrik Interlaken vom 23. Mai 1896